# The Best of Depeche Mode Volume 1
The Best of Depeche Mode Volume 1 är ett samlingsalbum av Depeche Mode. Det släpptes den 13 november 2006. Albumet innehåller 17 hitlåtar från bandets 25-åriga karriär samt en ny låt, "Martyr".

## Låtlista
1. "Personal Jesus" (Violator, 1990)
2. "Just Can't Get Enough" (Speak and Spell, 1981)
3. "Everything Counts" (Construction Time Again, 1983)
4. "Enjoy the Silence" (Violator, 1990)
5. "Shake the Disease" (The Singles 81>85, 1985)
6. "See You" (A Broken Frame, 1982)
7. "It's No Good" (Ultra, 1997)
8. "Strangelove" (Music for the Masses, 1987)
9. "Suffer Well" (Playing the Angel, 2005)
10. "Dream On" (Exciter , 2001)
11. "People Are People" (Some Great Reward, 1984)
12. "Martyr" (The Best Of, Volume 1, 2006)
13. "Walking In My Shoes" (Songs of Faith and Devotion, 1993)
14. "I Feel You" (Songs of Faith and Devotion, 1993)
15. "Precious" (Playing the Angel, 2005)
16. "Master and Servant" (Some Great Reward, 1984)
17. "New Life" (Speak and Spell, 1981)
18. "Never Let Me Down Again" (Music for the Masses, 1987)